# کوین (بازیکن فوتبال، زاده ۲۰۰۳)
کوین سانتوس لوپز دی ماچدو یا به اختصار کوین (انگلیسی: Kevin؛ زادهٔ ۴ ژانویهٔ ۲۰۰۳) بازیکن فوتبال است که در حال حاضر برای باشگاه فوتبال شاختار دونتسک بازی می‌کند. 
وی همچنین در تیم ملی فوتبال زیر ۲۰ سال برزیل بازی کرده است.